# Marina Hegering
Marina Hegering (* 17. April 1990 in Bocholt) ist eine deutsche Fußballspielerin. Von Juli 2022  bis Juni 2025 stand sie bei VfL Wolfsburg unter Vertrag. Im April 2025 unterschrieb sie einen Vertrag beim 1. FC Köln bis Juni 2027. Von 2019 bis 2024 war sie Nationalspielerin.

## Karriere

### Vereine
Marina Hegering, Spitzname Maschina, begann ihre Karriere bei der DJK SV Lowick 1930, für den Verein sie zwölf Jahre spielte, zuletzt in der männlichen B-Jugend-Leistungsklasse. Mit 16 Jahren wechselte sie zum FCR 2001 Duisburg, für deren Bundesligamannschaft sie bis 2011 spielte. Am 19. August 2007 (1. Spieltag) gab sie beim 1:0-Sieg im Auswärtsspiel gegen den Hamburger SV ihr Pflichtspieldebüt und erzielte am 6. April 2008 (14. Spieltag) beim 7:1-Sieg im Heimspiel gegen den TSV Crailsheim mit den Treffern zum 4:1 in der 57. und zum 6:1 in der 77. Minute ihre ersten Bundesligatore. In der Saison 2010/11, zwang eine hartnäckige Fersenverletzung sie dem Spielbetrieb fernzubleiben. Während ihrer Vereinszugehörigkeit gewann sie zweimal den DFB-Pokal und auch einmal den UEFA-Cup.
Zur Saison 2011/12 unterschrieb sie einen Zwei-Jahres-Vertrag bei Bayer 04 Leverkusen. Ihr erstes Bundesligaspiel für Bayer 04 Leverkusen bestritt sie nach ihrer überwundenen Fersenverletzung allerdings erst am 13. April 2013 (18. Spieltag) beim torlosen Unentschieden im Heimspiel gegen die SGS Essen, zu dem Verein sie mit Saisonbeginn 2017/18 wechselte. Mit ihrer Mannschaft erreichte sie am 4. Juli 2020 das Finale um den DFB-Pokal gegen den VfL Wolfsburg und erzielte bei der 2:4-Niederlage im Elfmeterschießen mit dem Treffer zum 2:1 in der 18. Minute ihr erstes Tor in einem Finalspiel.
Zur Saison 2020/21 wurde sie vom FC Bayern München verpflichtet und erhielt einen bis zum 30. Juni 2022 datierten Vertrag. Mit 30 Jahren wird sie damit erstmals Profifußballerin.
Zur Saison 2022/23 wechselt Marina Hegering vom FCB zum Ligarivalen VfL Wolfsburg. Sie erhielt einen Vertrag über vier Jahre bis 2026. Zwei Jahre sollte sie für den VfL als Spielerin tätig sein, um danach ins Trainerteam zu wechseln. Sie ist im Besitz einer B+-Trainerlizenz.
Ab der Saison 2025/26 wird Hegering für den 1. FC Köln spielen, bei dem sie einen Vertrag über zwei Jahre unterschrieb.

### Auswahl-/Nationalmannschaft
Nachdem Marina Hegering in der U-13-Niederrheinauswahl zum Einsatz gekommen war und auch dem FVN-Länderpokal-Team U-15 angehörte, debütierte sie am 3. September 2004 als Nationalspielerin für die U-15-Nationalmannschaft, die das Test-Länderspiel gegen die Auswahl Kanadas mit 1:5 verlor. Am 2. September 2005 absolvierte sie beim torlosen Unentschieden gegen diese Landesauswahl ihren siebten und letzten Einsatz in dieser Altersklasse. Ihr einziges Länderspieltor für die U-15-Nationalmannschaft erzielte sie am 29. August 2005 beim 7:0-Sieg über die Auswahl Schottlands mit dem Treffer zum 6:0 in der 33. Minute.
Für die U-17-Nationalmannschaft bestritt sie im Zeitraum vom 12. Oktober 2005 bis 7. Juli 2007 22 Länderspiele und erzielte ein Tor. Für die U-19-Nationalmannschaft bestritt sie im Zeitraum vom 21. Oktober 2007 bis zum 19. Juli 2009 elf Länderspiele. Dabei nahm sie mit ihr an der vom 13. bis 25. Juli 2009 in Belarus ausgetragenen Europameisterschaft teil. Nach den drei Vorrundenspielen, in denen sie eingesetzt wurde, und dem dritten Platz in der Gruppe A war das Turnier für das deutsche Team beendet.

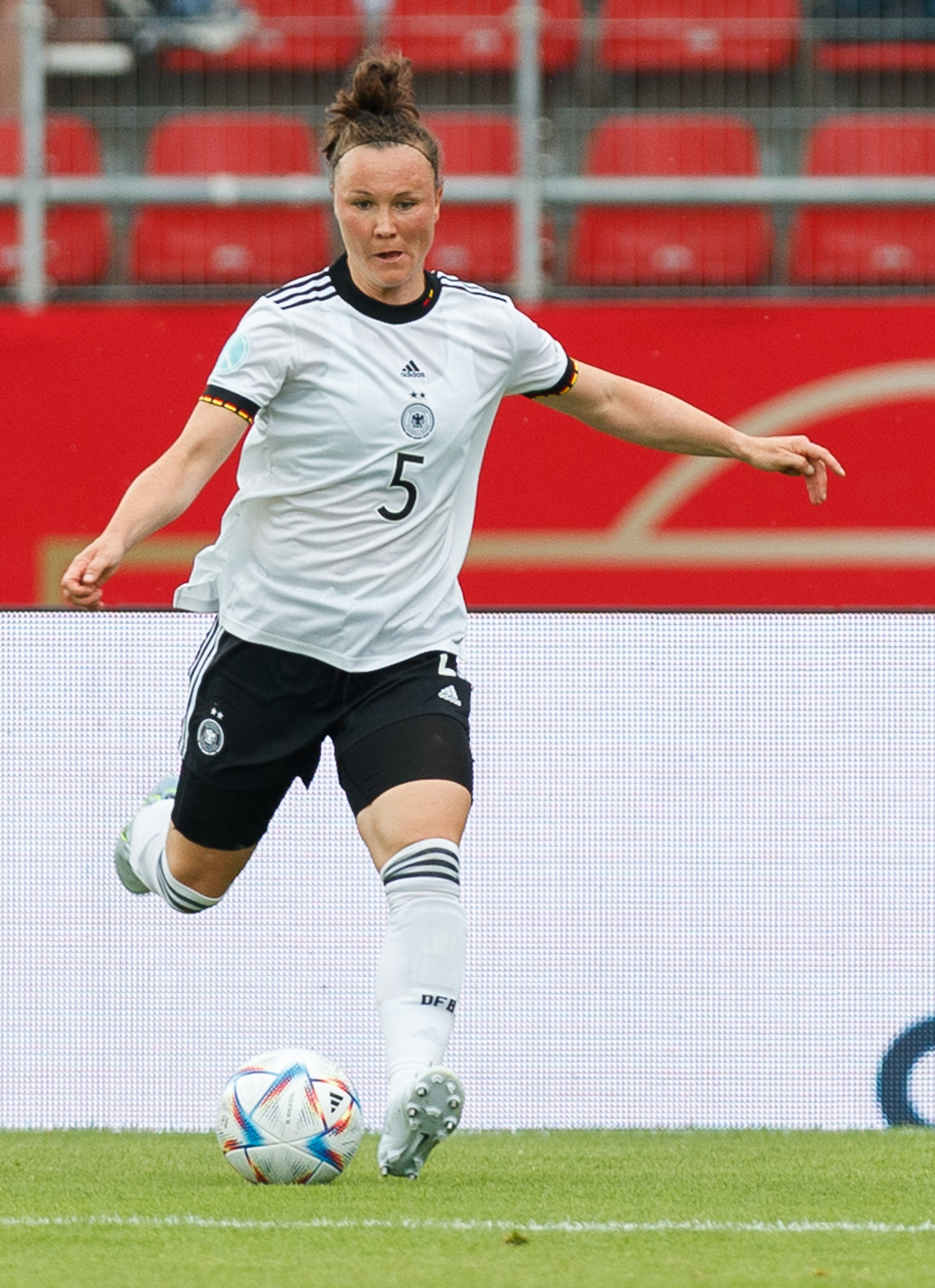
Marina Hegering im Trikot der Nationalmannschaft (2022)

Für die U-20-Nationalmannschaft, für die sie 18 Mal spielte, nahm sie an zwei Weltmeisterschaften teil. Ihre erste fand vom 20. November bis zum 7. Dezember 2008 in Chile statt, die sie mit ihrer Mannschaft nach dem 5:3-Sieg über die Auswahl Frankreichs als Drittplatzierter abschloss. Ihre zweite fand vom 13. Juli bis zum 1. August 2010 im eigenen Land statt, aus der sie mit ihrer Mannschaft als Weltmeister hervorging.
Ihr Debüt für die A-Nationalmannschaft gab sie aufgrund einer langen Verletzungshistorie erst am 6. April 2019 in Solna beim 2:1-Sieg im Testspiel gegen die Nationalmannschaft Schwedens. Für die WM 2019 wurde sie von der Bundestrainerin Martina Voss-Tecklenburg in den Kader berufen und erlebte ihren Durchbruch auf internationaler Bühne. Sie erreichte mit der Nationalmannschaft das Viertelfinale.
Für die EM 2022 in England wurde sie von Voss-Tecklenburg in den Kader berufen. Das deutsche Team erreichte das Finale, scheiterte aber an England und wurde Vizeeuropameister. Hegering kam bei allen sechs Spielen zum Einsatz. Im Nachgang des Turniers wurde Hegering vom beobachtenden Trainerstab der UEFA in die „Elf des Turniers“ gewählt.
Für die WM 2023 wurde sie ebenfalls nominiert. Sie kam im letzten Spiel, das 1:1 gegen Südkorea endete, zum Einsatz. Da die deutsche Mannschaft nur das erste Spiel mit 6:0 gegen WM-Neuling Marokko gewonnen hatte, gegen Kolumbien aber mit 1:2 verlor, schied die deutsche Mannschaft erstmals nach der Vorrunde aus. Bei den Olympischen Sommerspielen 2024 in Paris 2024 gehörte sie zur deutschen Frauenfußballmannschaft, die dort den dritten Platz erreichte und damit die Bronzemedaille gewann. Für den Gewinn der Bronzemedaille wurden sie und alle deutschen Medaillengewinner am 4. November 2024 vom Bundespräsidenten mit dem silbernen Lorbeerblatt ausgezeichnet.
Wenige Wochen nach den Olympischen Sommerspielen 2024, bei denen die deutsche Auswahl Bronze gewinnen konnte, gab sie ihren Rücktritt aus der Nationalmannschaft bekannt.

## Erfolge
Nationalmannschaft
- Finalist Europameisterschaft 2022
- Olympische Bronzemedaille 2024
- Algarve-Cup-Sieger 2020 (kampflos)
- U20-Weltmeister 2010
- Dritter der U-20-Weltmeisterschaft 2008

FCR 2001 Duisburg
- DFB-Pokal-Sieger 2009, 2010
- UEFA-Women’s-Cup-Sieger 2009

SGS Essen
- DFB-Pokal-Finalist 2020

FC Bayern München
- Deutscher Meister 2021

VfL Wolfsburg
- Champions League-Finalist 2023
- DFB-Pokal-Sieger 2023, 2024

## Auszeichnungen
- Preisträgerin der Fritz-Walter-Medaille 2009 in Gold[12]